# Бритт, Кэти
Кэ́ти Бритт (в девичестве — Бойд; англ. Katie Britt, 2 февраля 1982, Энтерпрайз, Алабама) — американский политик, адвокат и бизнесвумен. Занимала пост главы администрации сенатора Ричарда Шелби (2016—2018). В 2022 году одержала победу на выборах в Сенат США от Алабамы.

## Биография

### Ранние годы
Бритт родилась в семье Джулиана и Дебры Бойд. Выросла в окрестностях Форт-Ракера, работала в небольшом семейном бизнесе. Позднее поступила в Алабамский университет, специализировалась на политологии. Окончила его в 2004 году со степенью бакалавра наук. В 2013 году получила степень доктора юриспруденции.

### Карьера
С 2004 по 2007 год работала пресс-секретарём сенатора Ричарда Шелби. С 2014 по 2021 год была адвокатом юридической фирмы Butler Snow. В период 2016—2018 годов занимала пост главы администрации Шелби.
В декабре 2018 года была выбрана президентом и генеральным директором Делового совета Алабамы. В июне 2021 года подала в отставку на фоне спекуляций, связанных с возможным запуском предвыборной кампании в Сенат США.

#### Выборы в Сенат США (2022)
8 июня 2021 года Бритт выдвинула свою кандидатуру на праймериз Республиканской партии Алабамы. Будучи кандидатом в Сенат, Бритт публично поддержала 45-го президента США Дональда Трампа.

## Личная жизнь
Бритт замужем за Уэсли Бриттом, бывшим игроком НФЛ. Семья проживает в Монтгомери, у них двое детей.